# Щастливи заедно
„Щастливи заедно“ (на турски: Aşka sürgün, в най-близък превод Любовно изгнание) e турски драматичен сериал, излязъл на телевизионния екран през 2005 г.

## Излъчване
| Сезон | Начало на сезона  | Край на сезона | Епизоди | Всички епизоди | ТВ сезон    | ТВ канал |
| ----- | ----------------- | -------------- | ------- | -------------- | ----------- | -------- |
| 1     | 7 март 2005       | 20 юни 2005    | 15      | 1 – 15         | 2005        | ATV      |
| 2     | 14 септември 2005 | 5 юни 2006     | 38      | 16 – 53        | 2005 – 2006 | ATV      |

## Актьорски състав
- Махсун Кърмъзъгюл – Хазар Азизоолу
- Берен Саат – Зилян Шахвар Азизоолу
- Иззет Гюнай – Хасан Азизоолу
- Бахри Беят – Азам Шахвар
- Фърат Танъш – Ресул Шахвар
- Хюсеин Авни Данял – Низар Азизоолу
- Аслъ Тандоан – Дилян Шахвар
- Теоман Кумбараджъбашъ – Дживан/Арда Азизоолу
- Дениз Гьокчер – Берин Азизоолу
- Алпер Кул – Джесур Азизоолу
- Нуршим Демир – Дестан Азизоолу
- Йълдъз Кюлтюр – Султан Шахвар
- Мустафа Юстюндаа – Джелял Шахвар
- Мине Чайъроглу – Севги
- Дидем Ойгур – Михри
- Серап Аксой – Ахузар Азизоолу
- Ясемин Йозтюрк – Бурджу
- Емре Йозджан – Юсуф
- Бурак Шентюрк – Мустафа
- Елиф Даадевирен – Асйя
- Бесте Берекет – Бену
- Нил Гюнал – Сема
- Бехзат Уйгур – Ферхат
- Левент Айкул – Сюряни Папазъ
- Али Сюрмели – Уур Адалъ

## В България
В България сериалът започва излъчване на 17 май 2012 г. по Нова телевизия и завършва на 24 септември. Повторенията са по Диема Фемили. Ролите се озвучават от Елена Русалиева, Силвия Русинова, Ася Братанова, Васил Бинев, Камен Асенов и Николай Николов.